# Fernmeldeturm Nürnberg
Der Nürnberger Fernmeldeturm, der wegen seines eiförmigen Turmkorbes auch den Namen „Nürnberger Ei“ trägt, wurde zwischen 1977 und 1980 nach Plänen des Architekten Erwin Heinle erbaut. Tragwerksplaner war der Bauingenieur Fritz Leonhardt. Er stellt das höchste Bauwerk in Bayern dar und ist nach dem Berliner und dem Frankfurter der dritthöchste Fernsehturm in Deutschland.

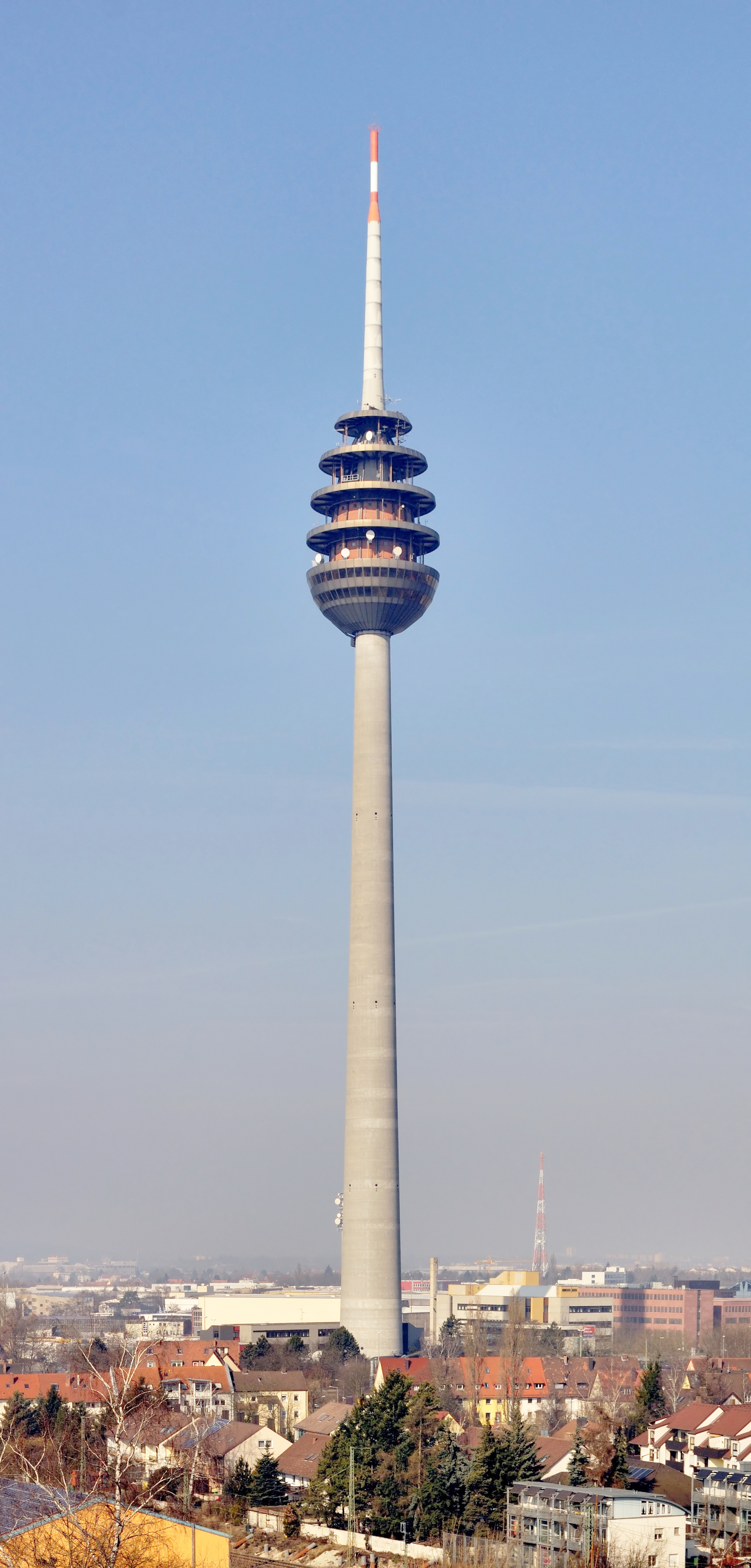
Der Fernmeldeturm in Nürnberg

## Geschichte

### Vorgängersender
Vom Sender Nürnberg-Kleinreuth an der Rundfunkstraße 24 wurden von 1927 bis 1969 Rundfunkprogramme im Mittelwellenbereich abgestrahlt. Er wurde 1969 zur bestehenden Rundfunksendeanlage des Bayerischen Rundfunks auf dem Dillberg verlegt, wo auch heute noch die Rundfunkprogramme des Bayerischen Rundfunks abgestrahlt werden.
Von 1952 bis 1955 war ein UKW-Sender auf dem Moritzberg installiert, der wegen der Einflugschneise des neuen Flughafens zum Dillberg verlegt wurde.
Eine für den Fernsehempfang notwendige Erhöhung des Sendemastes wäre nicht möglich gewesen.
Der Sendeturm auf dem Post-/Telekomgelände in der Karolinenstraße 38/Adlerstraße 29 (ehemals: Fernmeldeamt I Nürnberg) (Koordinate – 49° 27′ 4,9″ N, 11° 4′ 28″ O):

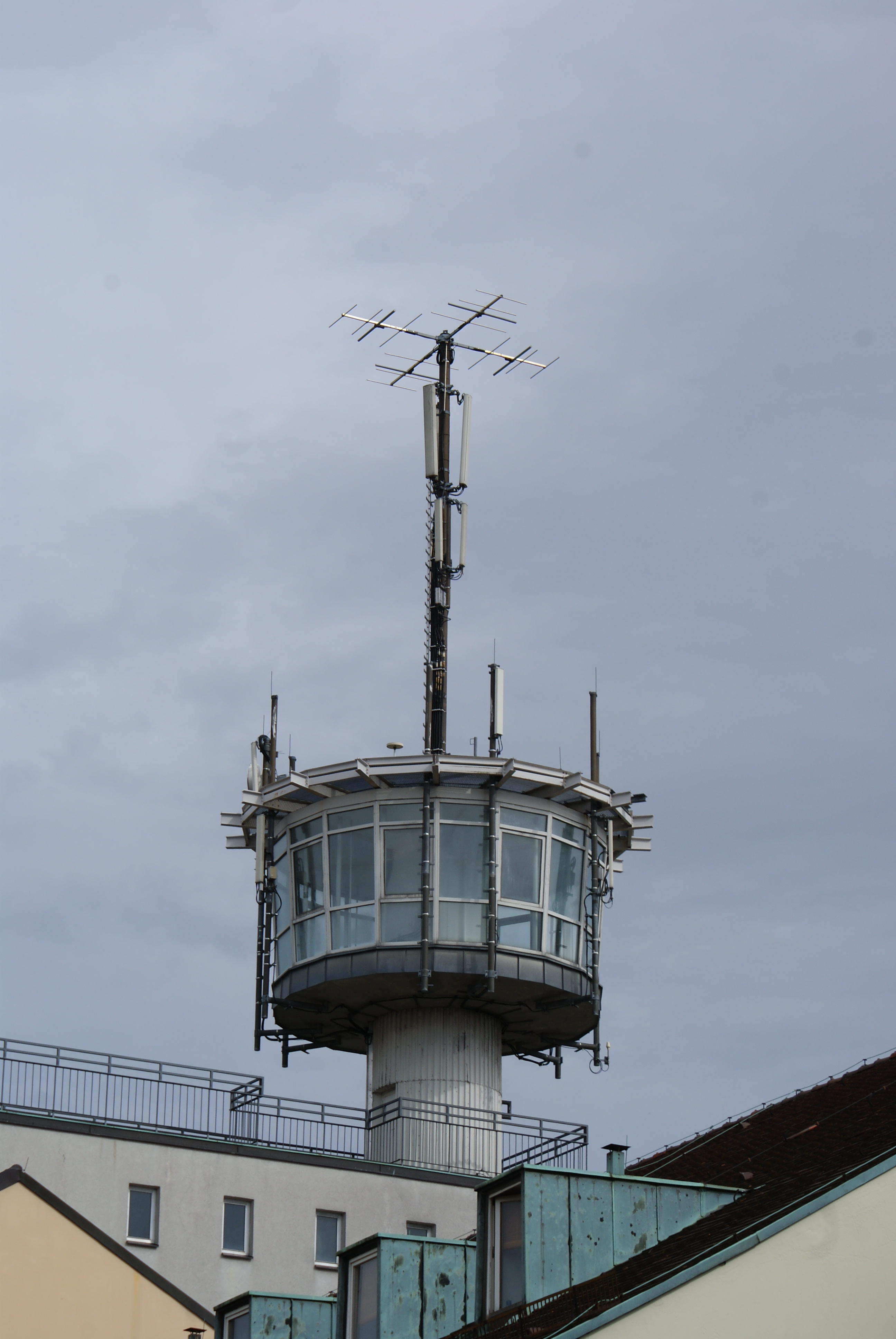
Sendeturm auf dem Fernmeldeamt I

### Planung und Bau
Geplant wurde er ab 1972 als reiner Fernmeldeturm, der eine vorhandene Einrichtung in der Innenstadt ersetzen sollte. Als solcher fand er auch bis 1986 Verwendung, erst seitdem werden auch private Radioprogramme und seit 1988 private Fernsehprogramme von dort ausgestrahlt. Heute beherbergt der Korb auch Sendeeinrichtungen für analog Radio – UKW, digital Radio – DAB, BOS-Funk, Funkmeldeempfänger, Amateurfunkdienst, Mobilfunk und Richtfunk. Die Zwischenräume des Turmkorbs dienen als Antennenplattformen. Architekt Heinle wollte ursprünglich diese Zwischenräume mit Kunststoff auskleiden, um die Form des Eis perfekt darzustellen. Aus technischen Gründen konnte dies jedoch nicht realisiert werden.

### Seit Erbauung
Ebenfalls von Anfang an geplant und betrieben wurde ein touristischer Bereich mit einem Drehrestaurant mit einer Umlaufdauer von einer Stunde und einer Aussichtsplattform im unteren Bereich des Turmkorbs. Diese Angebote trugen sich jedoch nicht und trotz mehrerer Pächter und wechselnder Angebote ist der Turm daher seit 1991 für die öffentliche Nutzung geschlossen. Der 1986 eröffnete U-Bahnhof Hohe Marter greift in seiner Architektur den Fernmeldeturm auf; die Wände hinter den Gleisen sind mit Mosaiken, die den Turm jeweils bei Tag und bei Nacht darstellen, verziert.
Seit Juli 2009 befindet sich in 194 Meter Höhe eine 360-Grad-Panoramakamera mit Blick über Nürnberg.
Der Fernmeldeturm gehört der Deutschen Funkturm GmbH (DFMG), einer Tochtergesellschaft der Deutschen Telekom mit Sitz in Münster.
Vom 22. Januar 2003 bis zum 4. April 2003 diente der Nürnberger Fernmeldeturm auch zur Verbreitung des Programms von Megaradio auf der Mittelwellenfrequenz 945 kHz. Hierzu wurde entlang des Turmschaftes eine Drahtantenne gespannt, deren oberstes Ende am Turmschaft und deren unterstes Ende auf dem Dach des zu Füßen des Turmes liegenden Betriebsgebäudes befestigt war.
Von 1980 bis 1998 wurde das Eurosignal mit 300 W aus einer Höhe von 287 Meter gesendet.
Aufgrund seiner Lage im Nürnberger Stadtteil Schweinau (statistischer Bezirk Hohe Marter) ist auch die Bezeichnung „Fernmeldeturm Schweinau“ gebräuchlich.
Nach 1991 gab es mehrere Initiativen und Aktionen, um den Turm wieder der Öffentlichkeit zugänglich zu machen. Unter anderem wurde 2015 einmalig ein „Tag der offenen Tür“ für eine begrenzte Besucherzahl durchgeführt. Aber die hohen Betriebskosten und hohe Sanierungs- und Modernisierungskosten verhinderten die dauerhafte Wiederöffnung.
Im Juni 2021 wurde der Turm in die Bayerische Denkmalliste aufgenommen.

## Technische Daten

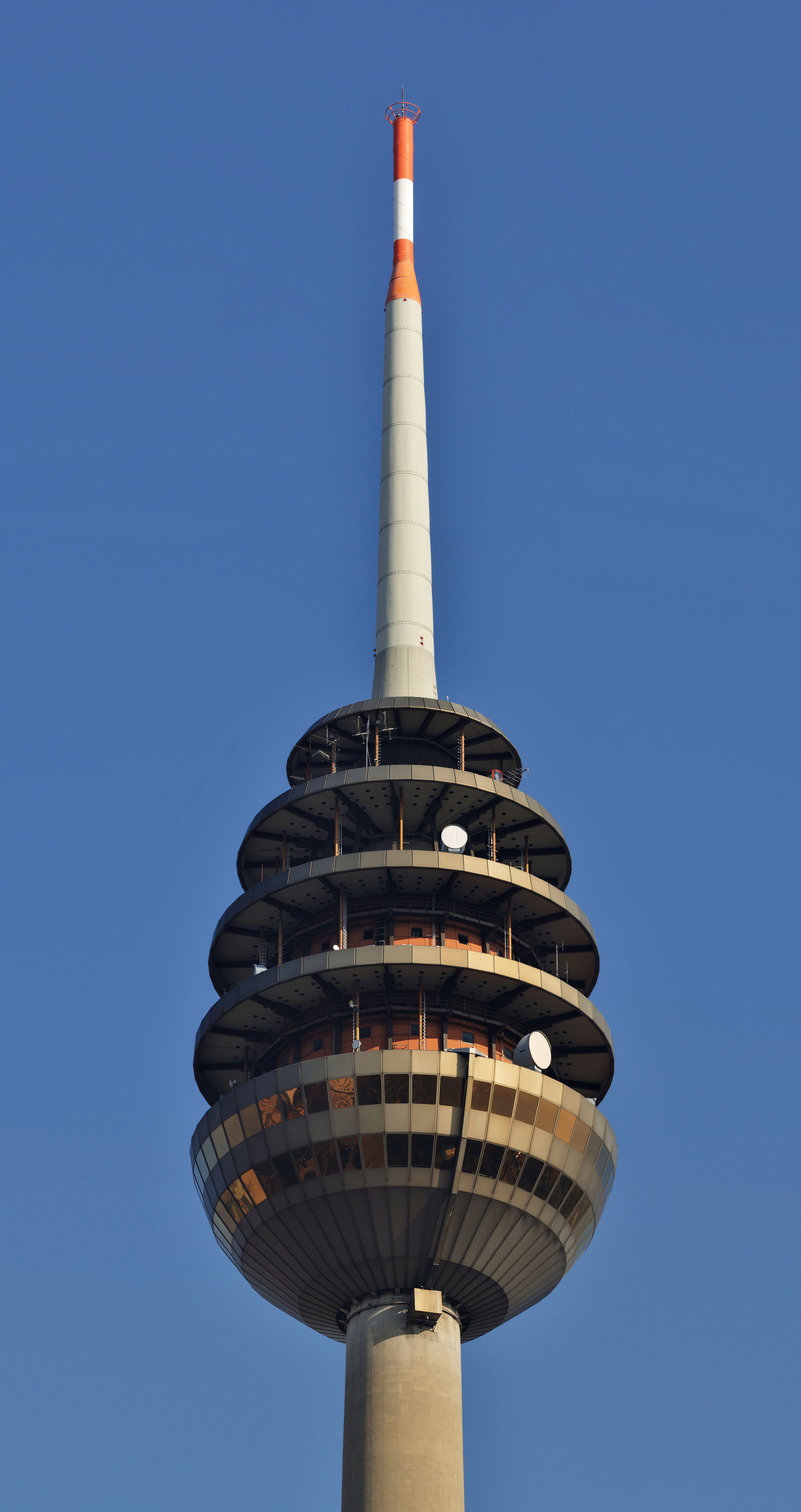
Turmkorb und Antenne

Der zwischen dem 12. Juli 1977 (Grundsteinlegung) und 8. August 1980 (Eröffnung) erbaute Fernmeldeturm erreicht eine Gesamthöhe von 292,80 Metern (Aussichtsgeschoss in 185 Metern, Betriebsräume in 197 und 205 Metern) bei einer verbauten Gesamtmasse von 23.000 Tonnen.
Die aktuelle Höhe gilt seit dem letzten Austausch der Turmspitze für die Umstellung vom analogen auf das digitale Antennenfernsehen DVB-T im Ballungsraum Nürnberg am 8. und 9. April 2005.
Der Turmkorb hat eine Höhe von knapp 50 Metern und einen Durchmesser von 32 Metern.
Der Personenaufzug für den öffentlichen Bereich fasst bis zu 30 Personen und fährt mit 6,3 m/s nach oben. Zum Aussichtsgeschoss sind es 1170 Stufen (zur Mastspitze danach weitere 285 Leiterstufen). Im Lastenaufzug für den technischen Bereich sind bis zu 13 Personen zugelassen, wobei er mit 2 m/s erheblich langsamer fährt. Aus feuerpolizeilichen Gründen dürfen sich maximal 250 Personen im Turm aufhalten.
Vom Geländeniveau 318 Metern über NN ragt sein unterirdisches Fundament 15,5 Meter in die Tiefe.
Auf dem Dach des Turmkorbes befinden sich drei um 120 Grad versetzt angeordnete, rotierende, weiße Leuchtfeuer, die jeweils in zwei Richtungen strahlen; sie können vom Tower des Nürnberger Flughafens ein- und ausgeschaltet werden, und dienen der Orientierung und Flugsicherheit.

## Frequenzen und Programme

### Analoges Radio (UKW)
Beim Antennendiagramm sind im Falle gerichteter Strahlung die Hauptstrahlrichtungen in Grad angegeben.
| Frequenz (in MHz) | Programm                            | RDS PS             | RDS PI | Regionalisierung | ERP (in kW) | Antennendiagramm rund (ND)/gerichtet (D) | Polarisation horizontal (H)/vertikal (V) |
| ----------------- | ----------------------------------- | ------------------ | ------ | ---------------- | ----------- | ---------------------------------------- | ---------------------------------------- |
| 90,1              | Deutschlandfunk                     | __Dlf___           | D210   | -                | 0,05        | ND                                       | H                                        |
| 92,9              | Hit Radio N1/Camillo/AREF/Pray 92,9 | RADIO_N1, CAMILLO_ | D01B   | -                | 0,32        | ND                                       | H                                        |
| 94,5              | Radio F/Jazztime Nürnberg           | RADIO_F_           | 101C   | -                | 0,32        | ND                                       | H                                        |
| 95,8              | Radio Z/Star FM 107.8/99.0          | RADIO_Z_, STAR_FM_ | 1C15   | -                | 0,32        | ND                                       | H                                        |
| 97,1              | Radio Gong 97,1                     | _GONG___           | 171E   | -                | 0,32        | ND                                       | H                                        |
| 98,6              | 98.6 Charivari                      | 986CHARI           | 101D   | -                | 0,32        | ND                                       | H                                        |
| 105,1             | Klassik Radio                       | KLASSIK_           | D75B   | -                | 0,5         | ND                                       | H                                        |
| 105,6             | Deutschlandfunk Kultur              | Dlf_Kult           | D220   | -                | 0,1         | ND                                       | H                                        |
| 106,9             | Energy Nürnberg                     | _ENERGY_           | DE19   | -                | 0,3         | ND                                       | H                                        |

### Digitales Radio (DAB)

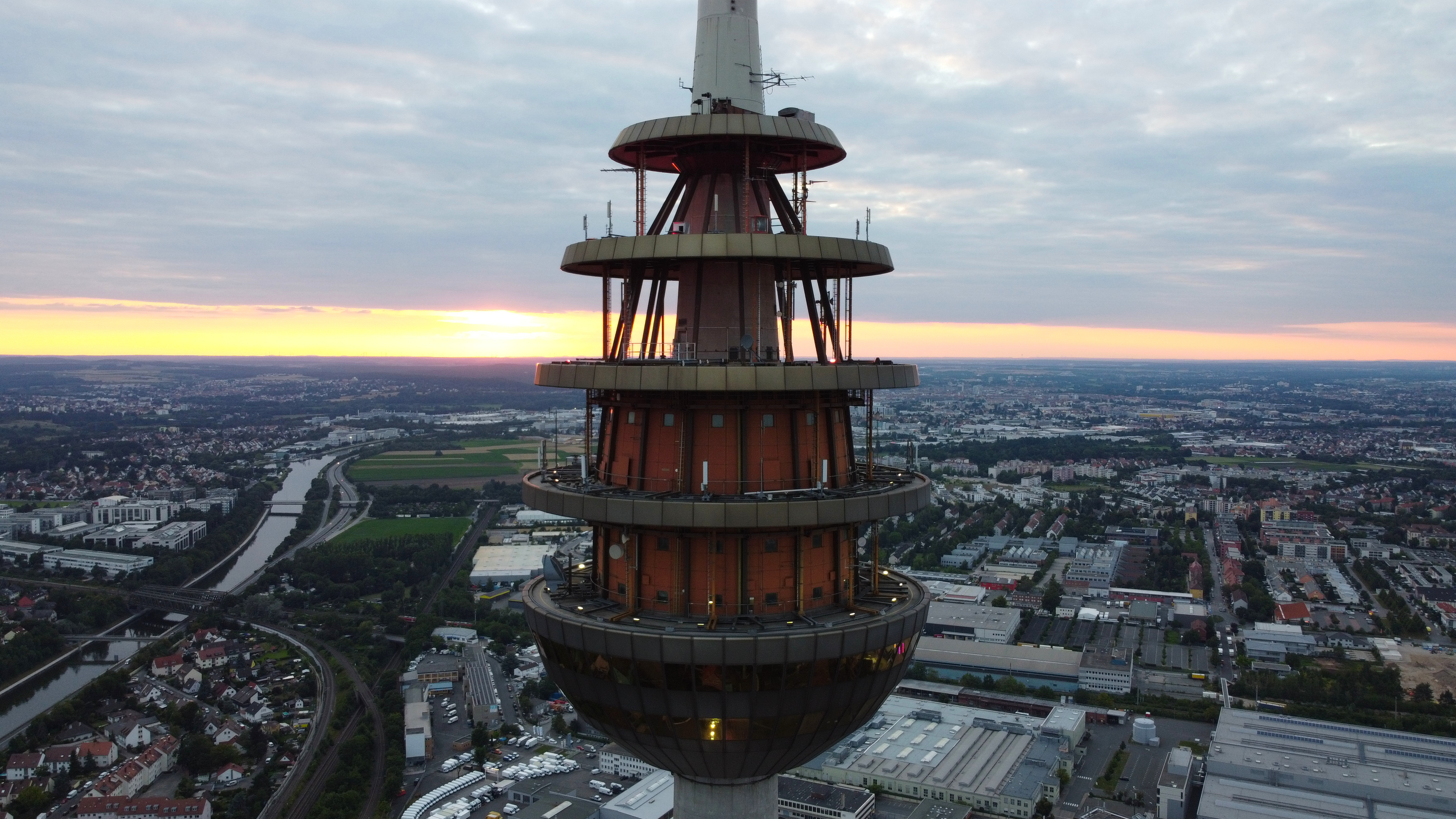
Nahansicht

DAB wird in vertikaler Polarisation und im Gleichwellenbetrieb mit anderen Sendern ausgestrahlt.
| Block                        | Programme | ERP (in kW) | Antennendiagramm rund (ND)/ gerichtet (D) | Gleichwellennetz (SFN) |
| ---------------------------- | --- | ----------- | ----------------------------------------- | --- |
| 5C DR Deutschland (D__00188) | DAB+ Block der Media Broadcast: - Absolut relax (72 kbps) - Dlf (104 kbps) - Dlf Kultur (112 kbps) - Dlf Nova (104 kbps) - DRadio DokDeb (48 kbps) - Energy Digital (72 kbps) - ERF Plus (64 kbps) - Klassik Radio (72 kbps) - Radio Bob (72 kbps) - Radio Horeb (48 kbps) - Radio Schlagerparadies (64 kbps) - Schwarzwaldradio (64 kbps) - sunshine live (72 kbps) - DRadio Daten (32 kbps Daten) - EPG Deutschland (16 kbps Daten) - TPEG (16 kbps Daten) - TPEG_MM (16 kbps Daten) | 10          | ND                                        | - Baden-Württemberg: Aalen, Baden-Baden (Fremersberg), Bad Mergentheim, Blauen, Brandenkopf, Donaueschingen, Feldberg im Schwarzwald, Freiburg (Vogtsburg-Totenkopf), Geislingen (Oberböhringen), Großerlach (Hohe Brach), Heidelberg (Königstuhl), Heilbronn (Schweinsberg), Hochrhein (Rickenbach), Hornisgrinde, Pforzheim (Schömberg-Langenbrand), Raichberg, Ravensburg (Höchsten), Reutlingen, Stuttgart (Frauenkopf), Ulm (Kuhberg) - Bayern: Amberg (Hirschau), Aschaffenburg (Pfaffenberg), Augsburg (Hotelturm), Bad Tölz (Gaißach), Bamberg (Geisberg), Büttelberg, Brotjacklriegel, Dillberg, Grünten, Herzogstand, Hochberg (Traunstein), Hoher Bogen, Inntal (Ebbs), Ingolstadt (Gelbelsee), Kreuzberg/Rhön, Landshut (Altdorf), München (Olympiaturm), Nennslingen (Büchelberg), Nürnberg, Oberammergau, Ochsenkopf, Passau, Pfänder, Pfaffenhofen, Pfarrkirchen, Pfronten, Regensburg (Hohe Linie), Unterringingen, Untersberg, Wendelstein (Bayrischzell), Würzburg (Frankenwarte) - Berlin: Berlin (Alexanderplatz), Berlin (Scholzplatz) - Brandenburg: Bad Belzig, Booßen, Brandenburg/Havel, Calau, Casekow, Cottbus, Eisenhüttenstadt, Petkus, Pritzwalk, Templin - Bremen: Bremen (Walle), Bremerhaven-Schiffdorf - Hamburg: Hamburg (Moorfleet), Hamburg (Heinrich-Hertz-Turm) - Hessen: Bad Hersfeld (Rimberg), Biedenkopf (Sackpfeife), Fulda (Hummelskopf), Frankfurt (Europaturm), Gelnhausen (Schnepfenkopf), Gießen (Dünsberg), Großer Feldberg, Hardberg, Hohe Wurzel, Hoher Meißner, Kassel (Habichtswald), Mainz-Kastel - Mecklenburg-Vorpommern: Garz (Rügen), Güstrow, Malchin, Neubrandenburg-Süd, Rostock (Toitenwinkel), Röbel, Schwerin (Zippendorf-Gr.Dreesch), Torgelow, Wismar/Rüggow, Züssow - Niedersachsen: Aurich-Popens, Braunschweig (Broitzem), Braunschweig (Drachenberg), Cuxhaven-Stadt, Dannenberg, Göttingen (Bovenden-Osterberg), Hannover (Telemax), Lingen, Lüneburg-Neu Wendhausen, Molbergen-Peheim, Osnabrück (Bramsche-Schleptruper Egge), Hildesheim (Sibbesse), Steinkimmen, Uelzen, Visselhövede, Wilhelmshaven - Nordrhein-Westfalen: Aachen (Karlshöhe), Bielefeld (Hünenburg), Bonn (Venusberg), Dortmund (Florianturm), Düsseldorf (Rheinturm), Eggegebirge, Herscheid, Hochsauerland (Hunau), Hürtgenwald-Großhau, Köln (Colonius), Langenberg, Lügde-Rischenau (Köterberg), Minden (Jakobsberg), Münster (Fernmeldeturm), Schöppingen, Siegen-Süd, Wesel - Rheinland-Pfalz: Bad Kreuznach (Schanzenkopf), Bad Marienberg (Westerwald), Bornberg, Daun (Eifel), Edenkoben (Kalmit), Heckenbach-Schöneberg (Ahrweiler), Idar-Oberstein, Kaiserslautern, Kettrichhof, Koblenz (Kühkopf), Trier (Petrisberg) - Saarland: Merzig-Merchingen, Saarbrücken (Schoksberg) - Sachsen: Chemnitz, Dresden, Geyer, Leipzig, Löbau, Neustadt, Oschatz, Schöneck, Zwickau Ost - Sachsen-Anhalt: Brocken, Burg, Dequede, Petersberg, Pettstädt (Weißenfels), Schneidlingen, Wittenberg - Schleswig-Holstein: Bungsberg, Flensburg, Heide, Helgoland, Hennstedt, Kiel (Kronshagen), Lübeck (Stockelsdorf), Schleswig, Niebüll (Süderlügum), Westerland (Sylt) - Thüringen: Bleßberg (Sonneberg), Erfurt-Hochheim, Gera, Inselsberg, Jena (Oßmaritz), Kulpenberg, Saalfeld (Remda), Lobenstein (Sieglitzberg), Weimar (Ettersberg) |
| 5D Antenne DE (D__00364)     | DAB-Block von Antenne Deutschland: - 80s80s (72 kbps) - 90s90s (72 kbps) - Absolut Bella (72 kbps) - Absolut Germany (72 kbps) - Absolut HOT (72 kbps) - Absolut Oldie (72 kbps) - Absolut TOP (72 kbps) - AIDAradio (72 kbps) - Ballermann Radio (72 kbps) - Beats Radio (72 kbps) - Brillux Radio (72 kbps) - Nostalgie (72 kbps) - Oldie Antenne (72 kbps) - RTL Radio (72 kbps) - Rock Antenne (72 kbps) - Toggo Radio (72 kbps)                                                   | 10          | ND                                        | - Bayern: Amberg (Hirschau), Bamberg (Geisberg), Ingolstadt (Gelbelsee), Kreuzberg/Rhön, Nürnberg, Ochsenkopf, Pfaffenhofen, Regensburg (Hohe Linie), Würzburg (Frankenwarte) - Berlin: Berlin (Alexanderplatz), Berlin (Scholzplatz) - Brandenburg: Casekow, Cottbus, Pritzwalk - Bremen: Bremen (Walle) - Hamburg: Hamburg (Heinrich-Hertz-Turm) - Mecklenburg-Vorpommern: Rostock (Toitenwinkel), Schwerin (Zippendorf-Gr.Dreesch), Züssow - Niedersachsen: Braunschweig (Broitzem), Cuxhaven-Stadt, Göttingen (Bovenden-Osterberg), Hannover (Telemax), Hildesheim (Sibbesse/Griesberg), Lüneburg-Neu Wendhausen, Molbergen-Peheim, Osnabrück (Bramsche-Schleptruper Egge), Visselhövede - Nordrhein-Westfalen: Bielefeld (Hünenburg), Minden (Jakobsberg) - Sachsen: Dresden, Geyer, Leipzig, Löbau/Schafberg, Oschatz, Schöneck - Sachsen-Anhalt: Brocken, Burg, Petersberg, Wittenberg - Schleswig-Holstein: Flensburg, Heide, Kiel (Kronshagen), Lübeck (Stockelsdorf) - Thüringen: Erfurt-Hochheim, Gera, Inselsberg, Jena (Oßmaritz), Kulpenberg, Lobenstein (Sieglitzberg), Weimar (Ettersberg) |
| 8C Mittelfranken (D__00327)  | DAB-Block des Bayerischen Rundfunks - Bayern 1 (Mainfranken) (96 kbps) - Bayern 1 (Schwaben) (96 kbps) - BR24live (64 kbps, Mono) - BR Verkehr (16 kbps, Mono) - Radio Teddy (72 kbps) - egoFM (72 kbps) - Radio 8 (72 kbps) - Galaxy Mittelfranken (72 kbps) - Arabella Bayern (96 kbps) - Rock Antenne Bayern (72 kbps) - BR EPG (8 kbps) | 10          | ND                                        | Büttelberg, Dillberg, Hesselberg, Hersbruck, Nürnberg (Fernmeldeturm), Rothenburg ob der Tauber, Treuchtlingen, Weißenburg |
| 10C Nuernberg (D__99042)     | DAB-Block der Bayern Digital Radio : - Radio Gong 97,1 (88 kbps) - Energy Nürnberg (80 kbps) - 98.6 Charivari (88 kbps) - Mein Lieblingsradio (88 kbps) - Hit Radio N1 (88 kbps) - Radio F (88 kbps) - Radio Z (80 kbps) - Star FM (80 kbps) - max neo (88 kbps) - Mega Radio Mix (80 kbps) - Pirate Gong (88 kbps) - N90 4 Beat (88 kbps) | 10          | ND                                        | Dillberg, Nürnberg (Fernmeldeturm) |
| 11D BR Bayern (D__00165)     | DAB-Block des Bayerischen Rundfunks - Bayern 1 (Oberbayern) (96 kbps) - Bayern 1 (Niederbayern/Oberpfalz) (96 kbps) - Bayern 1 (Franken) (96 kbps) - Bayern 2 (96 kbps) - Bayern 3 (96 kbps) - BR-Klassik (144 kbps) - BR24 (72 kbps, Mono) - BR Schlager (96 kbps) - Puls (96 kbps) - BR Heimat (128 kbps) - BR Verkehr (16 kbps, Mono) - Antenne Bayern (80 kbps) - BR EPG (8 kbps Daten) - ARD TPEG (24 kbps)                                                                       | 10          | ND                                        | - Unterfranken: Alzenau (Hahnenkamm), Burgsinn (Main-Spessart), Dettelbach, Ebern, Frammersbach (Sauerberg) (geplant), Gemünden, Hammelburg, Kreuzberg (Rhön), Miltenberg-Wenschdorf, Neustadt am Main, Obernburg am Main, Ostheim (Heidelberg), Pfaffenberg (Aschaffenburg), Schweinfurt (Schonungen), Volkach, Wertheim, Würzburg (Frankenwarte), Zeil am Main - Oberfranken: Bad Steben, Bamberg (Geisberg), Burgwindheim (geplant), Coburg (Eckardtsberg), Hof (Labyrinthberg), Kronach, Kulmbach, Ludwigsstadt (Ebersdorf), Ochsenkopf (Fichtelgebirge), Pegnitz - Mittelfranken: Ansbach (geplant), Büttelberg, Hesselberg, Hersbruck, Nürnberg (Fernmeldeturm), Rothenburg ob der Tauber, Treuchtlingen, Weißenburg - Oberpfalz: Altenstadt, Amberg (Hirschau), Amberg-Süd, Dillberg (Neumarkt), Fuchsmühl, Geigant, Hoher Bogen (Furth im Wald), Hohe Linie (Regensburg), Kallmünz (geplant), Pfreimd, Schönsee (Drechselberg), Weigendorf - Niederbayern: Brotjacklriegel, Deggendorf (Aletsberg), Dingolfing, Einödriegel, Kelheim, Landshut (Altdorf), Mainburg, Mallersdorf-Pfaffenberg, Oberfrauenwald, Passau (Kühberg), Pfarrkirchen, Rattenberg, Rotthalmünster, Viechtach (Weigelsberg) (geplant), Vilsbiburg - Schwaben: Augsburg (Hotelturm), Augsburg (Welden), Balderschwang (Oberberg), Grünten, Hühnerberg (Harburg), Kaufbeuren (geplant), Markt Wald, Memmingen, Pfänder (Vorarlberg), Pfronten (Breitenberg), Ulm (Kuhberg) - Oberbayern: Bad Tölz (Gaißach), Berchtesgaden (Jenner), Eichstätt, Fürstenfeldbruck (Schöngeising), Gelbelsee, Herzogstand (Fahrenbergkopf), Hochberg (Traunstein), Hohenpeißenberg, Inntal (Ebbs), Isen, München-Freimann, München-Ismaning, München (Olympiaturm), Neuötting, Oberammergau (Laber), Pfaffenhofen (Wolfsberg), Pfaffenhofen (BR), Reit im Winkl, Untersberg (Salzburg), Tegernseer Tal (Wallberg), Wasserburg am Inn (Koblberg), Wendelstein (Bayrischzell) |

Der DAB-Block 10C (Lokal) wurde bis Mitte September 2014 vom Sendeturm an der Wallensteinstraße (Studio Franken) mit 2 kW abgestrahlt und dann zum Fernmeldeturm verlegt und auf 4 kW verstärkt. In Erlangen stand ein weiterer Sender mit 0,4 kW Leistung. Dieser wurde im Zuge der Umstrukturierung abgeschaltet.

### Digitales Fernsehen (DVB-T2)
| Kanal | Frequenz (in MHz) | Multiplex                                           | Programme im Multiplex | ERP (in kW) | Antennen- diagramm rund (ND) / gerichtet (D) | Polarisation horizontal (H) / vertikal (V) | Modulations- verfahren | FEC | Guard- intervall | Bitrate (in MBit/s) | SFN                            |
| ----- | ----------------- | --------------------------------------------------- | --- | ----------- | -------------------------------------------- | ------------------------------------------ | ---------------------- | --- | ---------------- | ------------------- | ------------------------------ |
| 24    | 498               | Freenet TV 2                                        | - ProSieben HD (verschlüsselt) - kabel eins HD (verschlüsselt) - sixx HD (verschlüsselt) - ProSieben MAXX HD (verschlüsselt) - SAT.1 Gold HD (verschlüsselt) - Sport1 HD (verschlüsselt) - Sat.1 HD Bayern (verschlüsselt) | 50          | ND                                           | V                                          | 64-QAM                 | 2/3 | 1/16             | 27,6                | Nürnberg                       |
| 25    | 506               | Freenet TV 3                                        | - Disney Channel HD (verschlüsselt) - N24 HD (verschlüsselt) - DMAX HD (verschlüsselt) - Eurosport 1 HD (verschlüsselt) - nickelodeon HD (1:00 bis 20:15 Uhr) (verschlüsselt) / Comedy Central+1 HD (20:15 bis 1:00 Uhr) (verschlüsselt) - Software System Update (ID: „ssu“) - QVC („qHD“, entspricht der SD-Auflösung im selben Standard DVB-T2 mit H.265/HEVC-Codec) - HSE24 („qHD“) - Bibel TV („qHD“) - freenet TV Info | 50          | ND                                           | V                                          | 64-QAM                 | 2/3 | 1/16             | 27,6                | Nürnberg                       |
| 29    | 538               | ARD / BR                                            | - BR Fernsehen Nord HD - BR Fernsehen Süd HD - ARD-alpha HD - hr-fernsehen HD - MDR Thüringen HD - rbb Fernsehen Berlin HD - SWR BW HD - BR in ARD Mediathek (Internet) - Radio Bremen TV HD (Internet) | 50          | ND                                           | V                                          | 64-QAM                 | 3/5 | 19/128           | 22,0                | Nürnberg, Dillberg, Büttelberg |
| 34    | 578               | Substream 0: ZDF (ZDFmobil) Substream 1: Freenet TV | Substream 0: - ZDF HD - ZDFinfo HD - zdf_neo HD - 3sat HD - KiKA HD Substream 1: - Freenet TV connect | 50          | ND                                           | V                                          | 64-QAM                 | 3/5 | 19/128           | 22,0                | Nürnberg, Dillberg             |
| 35    | 586               | Freenet TV 1                                        | - Vox HD (verschlüsselt) - SUPER RTL HD (verschlüsselt) - RTL II HD (verschlüsselt) - n-tv HD (verschlüsselt) - RTL NITRO HD (verschlüsselt) - Tele 5 HD (verschlüsselt) - RTL HD Nürnberg (verschlüsselt) | 50          | ND                                           | V                                          | 64-QAM                 | 2/3 | 1/16             | 27,6                | Nürnberg                       |
| 42    | 642               | ARD                                                 | - DAS ERSTE HD - arte HD - PHOENIX HD - tagesschau24 HD - ONE HD - NDR Fernsehen HD (Niedersachsen) | 50          | ND                                           | V                                          | 64-QAM                 | 3/5 | 19/128           | 22,0                | Nürnberg, Dillberg, Büttelberg |

### Analoges Fernsehen
Bis zur Umstellung auf DVB-T wurden folgende Programme in analogem PAL gesendet:
| Kanal | Frequenz (MHz) | Programm          | ERP (kW) | Sendediagramm rund (ND)/ gerichtet (D) | Polarisation horizontal (H)/ vertikal (V) |
| ----- | -------------- | ----------------- | -------- | -------------------------------------- | ----------------------------------------- |
| 21    | 471,25         | ProSieben         | 0,63     | ND                                     | H                                         |
| 23    | 487,25         | Franken Fernsehen | 0,63     | ND                                     | H                                         |
| 36    | 591,25         | RTL (Nürnberg)    | 1        | ND                                     | H                                         |
| 40    | 623,25         | Sat.1 (Bayern)    | 1        | ND                                     | H                                         |
| 53    | 727,25         | Tele 5            | 0,63     | ND                                     | H                                         |

Die öffentlich-rechtlichen Sender wurden von den Sendern Dillberg (Das Erste) und Schwabach (ZDF, BR) ausgestrahlt.

### Amateurfunkdienst
- ATV-Relais  DB0SCS (Ausgabe: 1278 MHz Eingabe: 2335 MHz)
- D-STAR-Relais DB0VOX (439,525 MHz)
- FM-Relais (Echolink, IRLP) DB0VOX (439,250 MHz)
- POCSAG-Funkrufsender DB0VOX (439,9875 MHz)
- APRS-Digipeater DB0VOX (144,800 MHz)